# Coccoloba guanacastensis
Coccoloba guanacastensis är en slideväxtart som beskrevs av William Carl Burger. Coccoloba guanacastensis ingår i släktet Coccoloba och familjen slideväxter. Inga underarter finns listade i Catalogue of Life.